# Gintoki Sakata
Gintoki Sakata (坂田 銀時?, Sakata Gintoki) è il protagonista dell'anime e del manga Gintama, ideato da Hideaki Sorachi.

## Storia
Non si sa nulla riguardo alla famiglia naturale di Gintoki. Orfano, da bambino saccheggiava i cadaveri dei soldati nei campi di battaglia per sopravvivere, finché non lo trovò Yoshida Shoyo, facendolo diventare uno dei primi studenti della sua neonata scuola, insegnandogli anche a combattere con la spada. Qui Gintoki passò gran parte della sua infanzia. Durante questo periodo conobbe inoltre Takasugi Shinsuke e Katsura Kotaro, che in seguito si trasferiranno nella sua stessa scuola e con i quali stringerà una forte amicizia. Dopo che il loro maestro venne arrestato dal nuovo governo con l'accusa di aver creato un'organizzazione sovversiva, i tre, per liberarlo, parteciparono alla guerra Joi tra le file dei ribelli, dove Gintoki guadagna il soprannome di Demone Bianco e conosce Sakamoto Tatsuma. La guerra tuttavia viene persa e i tre vengono catturati dai nemici, che obbligheranno Gintoki a giustiziare Shoyo per salvare i suoi compagni. Finita la guerra Gintoki sparisce per un periodo di tempo, fino a quando non vede un ex ribelle che sta cercando di vendere la figlia per avere salva la vita, decidendo di farsi arrestare al posto suo: andrà così in prigione, dove prima della sua esecuzione verrà liberato dal boia reale, convinto della sua bontà. Mentre vagabonda per Edo, affamato, Gintoki incontra Otose, la proprietaria di un bar, davanti alla tomba del marito. Gintoki mangia Il cibo che la donna aveva offerto al defunto e in cambio promette a quest'ultimo di proteggere la moglie per il resto della sua vita. Dopo questo incontro si trasferirà sopra il bar di Otose e fonderà l'Agenzia Tuttofare, prima lavorando da solo e in seguito al fianco del giovane Shinpachi Shimura, dell'aliena Kagura e del cane gigante Sadaharu.

## Aspetto
È caratterizzato dai suoi capelli, dei ricci naturali di colore argento, di cui spesso si lamenta. Si muove con il suo inseparabile scooter e maneggia una spada di legno con l'iscrizione Lago Toya (洞爺湖?), con la quale riesce a distruggere qualsiasi cosa. È il capo della agenzia tuttofare (Yorozuya) di Edo, dove lavora insieme a Shinpachi e Kagura accettando qualsiasi tipo di lavoro o richiesta. Gli piace leggere i manga dello Shōnen Jump, tra cui Bleach (infatti sogna di avere un bankai), bere il latte alla fragola e mangiare dolci, ma li può mangiare solo una volta alla settimana a causa della glicemia alta.
In passato era un Joi (un ribelle che ha come obiettivo quello di rovesciare il Governo e cacciare gli Amanto dalla Terra). La ragione che spinge Gintoki a non associarsi a Katsura per combattere gli alieni è che lui non vuole combattere a fianco di un “sinistro terrorista”. Durante la guerra contro gli invasori alieni era chiamato "Demone Bianco" per via della sua chioma argentea e il suo mantello bianco, famoso per la furia con cui si abbatteva sui nemici, affiancato da Katsura, Sakamoto e Takasugi.

## Origine del nome
Il suo nome deriva da quello dell'eroe leggendario Sakata Kintoki, che visse durante il periodo Heian e che probabilmente era originario di Minamiashigara. Si unì al gruppo degli Shitennō al servizio del samurai Minamoto no Yorimitsu e divenne famoso per le sue abilità di guerriero. Sakamoto storpia spesso il suo nome in "Kintoki" e lo stesso Gintoki ha risposto nell'episodio 23 che se lui si chiamasse Kintoki, il manga si intitolerebbe Kintama che significa "testicolo".